# Reserva Natural Serra da Malcata
Die Reserva Natural Serra da Malcata ist ein seit 1981 bestehendes, 16.348 ha umfassendes Naturschutzgebiet in der portugiesischen Region Beira Interior. Er ist Teil der Concelhos von Penamacor und Sabugal, nahe der Grenze zu Spanien. 
In der Serra da Malcata entspringt der Rio Bazágueda, der zum Einzugsgebiet des Tejo gehört. Hier existiert ein waldreiches Habitat für den äußerst selten gewordenen Pardelluchs (Lynx pardinus) und sein bevorzugtes Beutetier, das von zwei Epidemien seit den 1950er Jahren dezimierte Kaninchen. Da der Pardelluchs fast ausgestorben ist, wird über seine Wiederauswilderung in dem Schutzgebiet diskutiert; eine Aufzuchtstation wurde 1999 angelegt.
Unter den wichtigsten geschützten Tierarten finden sich die Europäische Wildkatze (Felis silvestris silvestris), ebenso wie die Kleinfleck-Ginsterkatze (Genetta genetta), aber auch Wildschwein, Rotfuchs (Vulpes vulpes), Rehe, Eichhörnchen und andere Säugetiere. Hinzu kommen Vogelarten wie der Schwarzstorch (Ciconia nigra), der in Portugal sehr selten ist. Im Schutzgebiet sind zudem fast alle portugiesischen Amphibien vertreten.